# Ronny Heer
Pour les articles homonymes, voir Heer.
Ronny Heer, né le 9 janvier 1981 à Wolhusen, est un ancien spécialiste suisse du combiné nordique. Il a obtenu un podium par équipe en 2005 à Pragelato. Heer a participé à trois éditions des Jeux olympiques d'hiver de 2002 à 2010. Il termine sa carrière en 2011.

## Palmarès

### Jeux olympiques d'hiver
| Épreuve / Édition | Épreuve / Édition | Salt Lake City 2002              | Turin 2006                       | Vancouver 2010                   |
| Gundersen         | PT                | Épreuve inexistante à cette date | Épreuve inexistante à cette date | 11e                              |
| Gundersen         | GT                | Épreuve inexistante à cette date | Épreuve inexistante à cette date | 22e                              |
| Gundersen         | Gundersen         | 29e                              | 24e                              | Épreuve inexistante à cette date |
| Sprint            | Sprint            | 29e                              | 20e                              | Épreuve inexistante à cette date |
| Par équipes       | Par équipes       | 7e                               | 4e                               | 9e                               |

### Championnats du monde
Il a participé à six Championnats du monde de 2001 à 2011 avec comme meilleur résultat, une cinquième place à l'épreuve par équipe de Sapporo en 2007. Son meilleur résultat individuel est une quatorzième place en 2009.

### Coupe du monde
- Meilleur classement général : 19e en 2002 et 2006.
- Classement général annuel : 61e en 2000, 54e en 2001, 19e en 2002, 36e en 2003, 30e en 2004, 52e en 2005, 19e en 2006, 21e en 2007, 33e en 2008, 27e en 2009, 24e en 2010 et 27e en 2011.
- Meilleur résultat individuel : 5e.
- 1 podium en épreuve collective : 1 troisième place.

### Autres
Il a été quatre fois champion de Suisse entre 2007 et 2010.